# Colocasia protensa
Colocasia protensa är en fjärilsart som beskrevs av Barend J. Lempke 1966. Colocasia protensa ingår i släktet Colocasia och familjen Pantheidae. Inga underarter finns listade i Catalogue of Life.